# マウロ・アベル・リケーゼ
マウロ・アベル・リケーゼ・アラキスタイン（Mauro Abel Richeze Araquistain、1985年12月7日- ）は、アルゼンチン出身の自転車競技選手。日本のコンチネンタルチームチームNIPPO-デローザに所属していたことがある。同じくロード選手のマキシミリアーノ・リケーゼとは兄弟。 

## 経歴

### 2008年
- ツール・ド・ランカウイ 区間優勝（第9）

### 2010年
- ブエルタ・メンドーザ 区間優勝（第10）

### 2011年
- ブエルタ・デル・ウルグアイ 区間優勝（第6）

### 2012年
- 日本のプロチーム、チームNIPPOに加入。
- ブエルタ・メンドーザ 区間優勝（第6）
- ツール・ド・コリア　区間優勝（第1）
- ツール・ド・熊野 区間優勝（第3）

### 2013年
- マザンシツアー 区間優勝（第3、第4）
- フレーシュ・ドゥ・スッド　区間優勝（第2）
- ツアー・オブ・セルビア　区間優勝（第2、第5）